# Pascal Schleich

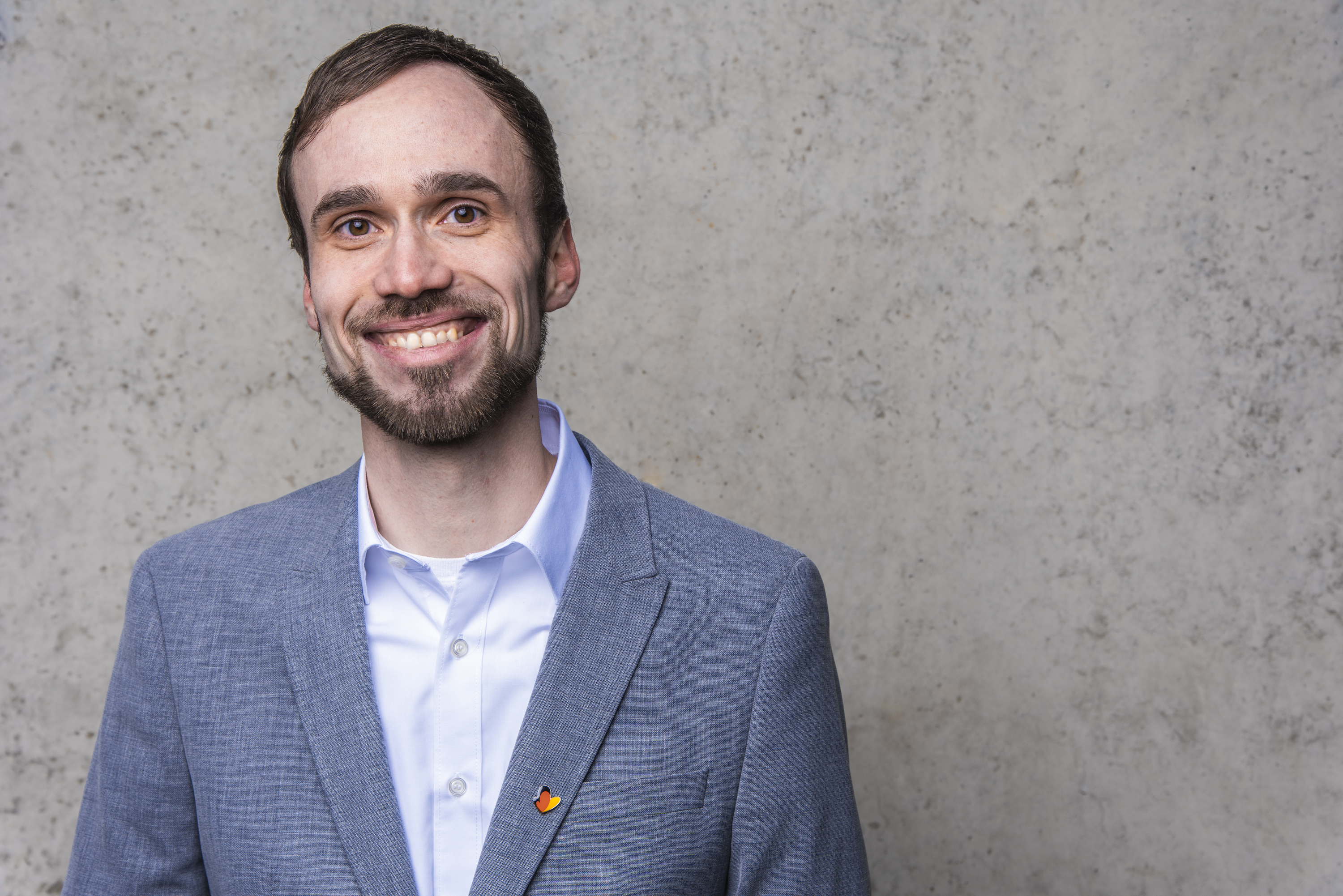
Pascal Schleich (2023)

Pascal Schleich (* 21. Januar 1994 in Marburg) ist ein deutscher Politiker der Alternative für Deutschland (AfD). Er ist seit 2024 Abgeordneter im Hessischen Landtag.

## Leben
Er schloss 2013 eine Ausbildung zum Konstruktionsmechaniker Fachrichtung Feinblechbau ab und absolvierte 2014 an der Metallfachschule Hessen eine Fortbildung zum Metallbauermeister sowie 2015 eine Weiterbildung zum Schweißfachmann.
Seit 2019 ist er Mitglied der AfD.
Schleich engagiert sich ehrenamtlich in der Feuerwehr.

## Politik
Seit 2020 ist er Mitglied im Kreisvorstand des AfD-Kreisverbandes Vogelsberg. Nach der Kommunalwahl 2021 zog er für die AfD in den Kreistag des Vogelsbergkreises ein, dort hat er die Funktion des Fraktionsgeschäftsführers inne. Er ist im Ausschuss für Schulen, Kultur und Sport sowie in der Kommission für Bewegung und Sport.
Für die Landtagswahl 2023 in Hessen wurde er von den Delegierten auf Listenplatz 21 der Landesliste gewählt. Zudem kandidierte er als Direktkandidat im Wahlkreis 13 (Marburg-Biedenkopf II). Mit 8241 Erststimmen (14,0 %) belegte er den vierten Platz hinter den Kandidaten der CDU, SPD und Bündnis 90 die Grünen. Über die Landesliste wurde Schleich als Abgeordneter in den 21. Hessischen Landtag gewählt.